# Donovan Ricketts
Donovan Ricketts (Montego Bay, 7 juni 1977) is een Jamaicaans voetbaldoelman.

## Clubcarrière
Ricketts begon zijn profcarrière bij het Jamaicaanse Village United. Na zijn optreden voor Jamaica in een interland tegen Brazilië ontving hij interesse van Engelse clubs. Hij onderging een stage bij Rushden & Diamonds FC, die echter op niets uitliep. In 2004 tekende hij een contract bij Bolton Wanderers. In juli van 2004 werd hij verhuurd aan Bradford City. Bij Bradford was hij tweede doelman achter Paul Henderson. In april van 2005 maakte hij eindelijk zijn debuut, waarna hij de laatste drie wedstrijden van het seizoen ook speelde. Aan het einde van het seizoen tekende hij een definitief contract bij Bradford. Ricketts stond tot 2007 regelmatig in de basis bij de club. Verwacht werd dat hij ging tekenen bij Queens Park Rangers, waardoor Bradford doelman Scott Loach binnenhaalde als vervanger. De overstap naar QPR viel ging echter niet door. Ricketts bleef vervolgens echter tweede doelman achter de recent aangetrokken Loach.
Na zijn vertrek bij Bradford tekende Ricketts in augustus van 2008 weer bij de Jamaicaanse club Vilage United. Zijn tijd bij Village United was echter beperkt. Op 23 december 2008 tekende hij bij Los Angeles Galaxy. Daar speelde hij in zijn eerste seizoen in zesentwintig competitiewedstrijden, waarin hij negen keer de nul hield. Ricketts bereikte in 2009 met Los Angeles ook de finale van de MLS Cup. In de rust werd hij wegens een blessure vervangen door Josh Saunders. Real Salt Lake won de finale na een penaltyreeks. In 2010 werd Ricketts tot 'MLS Goalkeeper of the Year' benoemd. Hij speelde dat jaar in negenentwintig competitiewedstrijden, waarin hij elf keer de nul hield. Door blessures bleef zijn aantal competitieoptredens in 2011 beperkt tot vijftien.
Op 28 november 2011 tekende Ricketts bij Montreal Impact. Daar speelde hij in vierentwintig competitiewedstrijden. Op 7 augustus 2012 werd hij naar Portland Timbers gestuurd, inruil voor Troy Perkins. Zijn debuut maakte hij op 15 augustus 2012 tegen Toronto FC. In 2013 won hij zijn tweede 'MLS Goalkeeper of the Year' prijs. Ricketts speelde uiteindelijk in drieënzeventig competitiewedstrijden voor Portland.
Op 10 december 2014 werd Ricketts gekozen door Orlando City, in de 'MLS Expansion Draft 2014'. Hij speelde bij Orlando in tien competitiewedstrijden. Vervolgens verloor hij zijn plaats onder de lat aan Tally Hall, die aan het begin van het seizoen geblesseerd was. Op 30 juli 2015 vertrok Ricketts naar Los Angeles Galaxy, waar hij de vertrokken Jaime Penedo verving. Eind 2015 werd zijn contract ontbonden. Begin 2017 verbond hij zich aan Tulsa Roughnecks FC dat uitkomt in de USL.

## Interlandcarrière
Ricketts speelde van 1998 tot 2013 voor het Jamaicaans voetbalelftal. Op 6 september 2013 stond Ricketts tegen Panama voor de honderdste keer onder de lat voor Jamaica. Hij nam deel aan het wereldkampioenschap voetbal 1998 en de CONCACAF Gold Cup 2003, 2005, 2009 en 2011. Met Jamaica won hij de Caribbean Cup 2005 en 2008.